# Wapen van Heinkenszand

Wapen van Heinkenszand

Het wapen van Heinkenszand werd op 31 juli 1817 bevestigd door de Hoge Raad van Adel aan de Zeeuwse gemeente Heinkenszand. Per 1970 ging Heinkenszand op in de gemeente Borsele. Het wapen van Heinkenszand is daardoor definitief komen te vervallen als gemeentewapen.

## Blazoenering
De blazoenering van het wapen luidde als volgt:
In goud een natuurlijk gekleurde vogel, staande op een grasgrond en een golvende blauwe schildvoet.
De heraldische kleuren zijn goud (goud of geel), natuurlijke kleuren, sinopel (groen) en azuur (blauw). In het register van de Hoge Raad van Adel zelf wordt geen beschrijving gegeven, wel een afbeelding. De vogel stelt een reiger voor.

## Verklaring
Het gemeentewapen van Heinkenszand vormde eerder het wapen van heerlijkheid Heinkenszand. Dit is op zijn beurt afgeleid van het wapen van het geslacht Van Reigersberg, ambachtsheren van de heerlijkheid in de 18e eeuw. Dat verklaart de afbeelding van de reiger.

In de Nieuwe Cronijk van Zeeland van Smallegange eind 17e eeuw staat een ander wapen afgebeeld: een haan van keel op een bergje van sinopel in een veld van zilver. Dit wapen is afgeleid van het wapen van de familie Sandelingen, die de heerlijkheid in de 17e eeuw in haar bezit had. Deze familie had ook Sandelingen-Ambacht in haar bezit. In het wapen van Sandelingen-Ambacht komen ook hanen voor.

## Trivia
- De gemeente leverde bij de aanvraag in 1813 een tekening van het wapen in op de achterkant van een speelkaart ruiten 8[2]
- Maria van Reigersberch (1589?-1653), vrouw van Hugo de Groot, vertoont in haar familiewapen een reiger.

## Verwante wapens

Wapen van Sandelingen-Ambacht
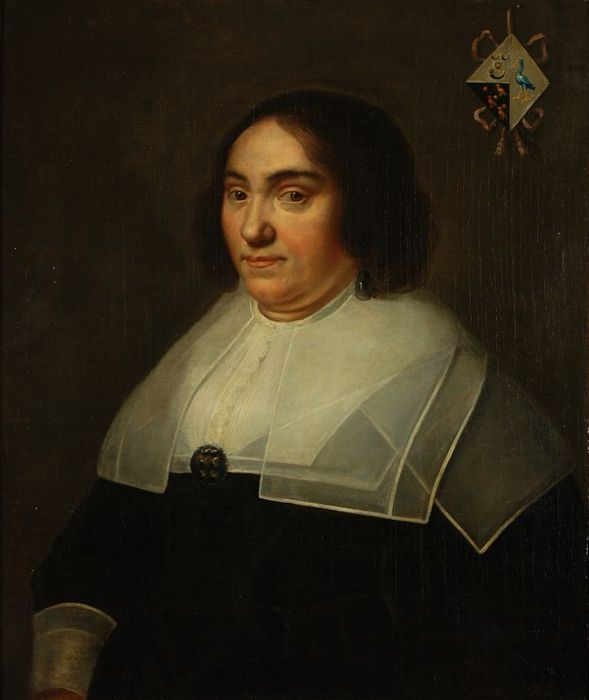
Maria van Reigersberch (1589?-1653)

Aagtekerke
· Aardenburg
· Arnemuiden
· Axel
· Baarland
· Bath
· Biervliet
· Biggekerke
· Bloois
· Bommenede
· Borssele
· Boschkapelle
· Botland
· Breskens
· Brigdamme
· Brijdorpe
· Brouwershaven
· Bruinisse
· Burgh
· Buttinge
· Cadzand
· Clinge
· Colijnsplaat
· Domburg
· Dreischor
· Driewegen
· Duiveland
· Duivendijke
· Elkerzee
· Ellemeet
· Ellewoutsdijk
· Eversdijk
· Gapinge
· Graauw en Langendam
· 's-Gravenpolder
· Grijpskerke
· Groede
· Haamstede
· 's-Heer Abtskerke
· 's-Heer Arendskerke
· 's-Heer Hendrikskinderen
· 's-Heerenhoek
· Heille
· Heinkenszand
· Hengstdijk
· Hoedekenskerke
· Hoek
· Hontenisse
· Hoofdplaat
· Hoogelande
· IJzendijke
· Kapelle
· Kats
· Kattendijke
· Kerkwerve
· Klaaskinderkerke
· Kleverskerke
· Kloetinge
· Koewacht
· Kortgene
· Koudekerke
· Krabbendijke
· Kruiningen
· Looperskapelle
· Maire
· Mariekerke
· Meliskerke
· Middenschouwen
· Nieuw- en Sint Joosland
· Nieuwerkerk
· Nieuwerkerke
· Nieuwlande
· Nieuwvliet
· Nisse
· Noordgouwe
· Noordwelle
· Oostburg
· Oosterland
· Oostkapelle
· Oost-Souburg
· Oost- en West-Souburg
· Ossenisse
· Oud-Vossemeer
· Oudelande
· Ouwerkerk
· Overslag
· Ovezande
· Philippine
· Poortvliet
· Renesse
· Rengerskerke en Zuidland
· Retranchement
· Rilland
· Rilland-Bath
· Ritthem
· Sas van Gent
· Scherpenisse
· Schoondijke
· Schore
· Serooskerke (Schouwen-Duiveland)
· Serooskerke (Veere)
· Sinoutskerke en Baarsdorp
· Sint Anna ter Muiden
· Sint-Annaland
· Sint Jansteen
· Sint Kruis
· Sint Laurens
· Sint-Maartensdijk
· Sint Philipsland
· Sirjansland
· Sluis
· Sluis-Aardenburg
· Stavenisse
· Stoppeldijk
· Valkenisse (Walcheren)
· Valkenisse (Zuid-Beveland)
· Vogelwaarde
· Vrouwenpolder
· Waarde
· Waterlandkerkje
· Wemeldinge
· West-Souburg
· Westdorpe
· Westenschouwen
· Westerschouwen
· Westkapelle
· Westkapelle-Buiten en Sirpoppekerke
· Westkerke
· Wissekerke
· Wissenkerke
· Wolphaartsdijk
· Yerseke
· Zaamslag
· Zierikzee
· Zonnemaire
· Zoutelande
· Zuiddorpe
· Zuidzande
· Zwake

Dorpswapens: Geersdijk
· Hansweert
· Kamperland